# Bloodlust
Bloodlust – polski zespół deathmetalowy, powstały w 1989 roku. Pierwsze dwa lata działalności formacji to doskonalenie warsztatu technicznego oraz koncerty, m.in. na festiwalu Metal Madness we Wrocławiu, gdzie występuje obok takich gwiazd, jak Vader, Slashing Death czy Acid Drinkers. 
W 1991 roku zespół odbywa swoją pierwszą trasę koncertową po Polsce oraz gra dwa koncerty w Moskwie wraz z kapelami Vader i Magnus. W tym samym roku Bloodlust nagrał materiał na swoją pierwszą płytę zatytułowaną Holocaust. W 1992 roku powstał materiał zatytułowany Hideous... wydany przez wytwórnię Loud Out Records, którego dystrybucją poza granicami Polski zajął się Nuclear Blast. W roku 1993 zespół wystąpił na festiwalu w Jarocinie, a w 1994 roku na tym samym festiwalu wystąpił już na dużej scenie u boku takich wykonawców, jak Dragon, Magnus, Violent Dirge, Vader czy Kat. 
W tym samym roku Nuclear Blast zamieszcza utwór Devoted To The Dark na kompilacji Nuclear Blast 100, na której znajdują się również kompozycje takich zespołów, jak Amorphis, Hypocrisy, Brutality, Benediction czy Gorefest. W styczniu 1995 roku zespół rozpoczął sesję nagraniową płyty You'll See, która została przerwana z przyczyn technicznych. W tym samym roku formacja wystąpiła na festiwalu Metalmania obok Unleashed, Grave, Samael i Death. Formacja zakończyła swoją działalność w 1995 roku, a w 1996 jej członkowie reaktywowali zespół pod nazwą Dissenter.

## Nagrody i wyróżnienia
| Rok  | Kategoria                                  | Nagroda                       | Nota       |
| ---- | ------------------------------------------ | ----------------------------- | ---------- |
| 1991 | Basista roku (Dariusz „Garbaty” Kułpiński) | Plebiscyt Thrash'em All, 1990 | 9. miejsce |